# 黄淬伯
黄淬伯（1899年—1970年），江苏南通人，字脆白、垂伯，是位中國语言学家。早年就读于清华大学国学研究院，授业于国学大师王国维、梁启超等。曾在中央研究院历史语言研究所接受训练，受赵元任等指导。早年曾在江苏南通中学、青岛大学（现山东大学）任教，以后历任中央政治学院教授（1942年）、江苏学院中文系主任，中華人民共和國成立后，江苏学院停办，各系科并入南京大学。1952年起黄淬伯任南京大学中文系教授，主讲汉语音韵学、文字学、汉语史和诗经学等课程。

## 成就
黄淬伯在音韵学领域成就尤为突出。《慧琳一切经音义反切考》曾得到导师梁启超称赞，向为学术界所瞩目，日本、法国等国汉学家亦多有赞誉，影响比较大。黄淬伯与陈独秀有学术交往，陈独秀在1940年曾写信给黄淬伯，请黄淬伯对他的语言学论文《韵表》提出意见。 
他在书法印章领域亦有建树。对周代金文、战国铭文、六朝碑碣和明清篆隶之演绎，行草书体均有相当研究。1960年,南京大学胡小石教授在宁创设“江苏省书法印章研究会”，黄淬伯积极给予支持。

## 著述
1. 《诗经窍诂》
2. 《慧琳一切经音义反切考》，采用反切系联法考订唐僧慧琳《一切经音义》的反切，得到其声类和韵类系统，并认为慧琳反切反映了跟《切韵》音系不同的语音系统。
3. 《唐代关中方言音系》，系《慧琳一切经音义反切考》的基础上，分析唐代关中方言音系的相关资料，同时参考域外译音和其他材料，构拟出唐代关中方言音系。后附有讨论《切韵》音系性质等方面的学术论文。
4. 《<切韵>音系的本质特征》
5. 《<切韵>“内部证据”论的影响